# Legio XII Fulminata
La Legio XII Fulminata ("portatrice del fulmine") fu una legione romana costituita da Gaio Giulio Cesare nel 58 a.C. e attiva fino all'inizio del V secolo a guardia dell'attraversamento dell'Eufrate a Melitene. L'emblema della legione era il fulmine.

## Storia

### Campagne galliche e guerre civili
La XII fu costituita assieme alla XI nel 58 a.C. da Gaio Giulio Cesare per la sua campagna contro gli Elvezi e la successiva conquista della Gallia. Terminata la guerra civile tra Cesare e Pompeo, dove combatté a fianco di Cesare, la legione venne sciolta nel 45 a.C.. L'anno successivo venne ricostituita (nel 44 a.C.) da Marco Emilio Lepido e da questi consegnata a Marco Antonio. Dopo Azio, fece parte dell'esercito di Augusto ed inviata a Raphana, in Siria, mentre alcuni veterani ricevettero delle terre a Patrasso, in Grecia. Potrebbe però aver soggiornato per un breve periodo di tempo in Africa proconsolare (a Thugga) proprio all'inizio del principato.

### Campagna partica di Corbulone e rivolta giudaica
Nel 58 il re parto Vologese I invase il Regno di Armenia, uno stato cliente dell'Impero romano. L'imperatore Nerone ordinò a Gneo Domizio Corbulone, il legato per la Cappadocia, di gestire l'emergenza e Corbulone sconfisse i Parti restaurando sul trono armeno Tigrane II.
In seguito Vologese mise il proprio fratello Tiridate I sul trono d'Armenia; i Romani tornarono all'offensiva nel 62, e il nuovo legato di Cappadocia, Lucio Cesennio Peto, venne sconfitto al comando delle sue legioni, la XII e la IIII Scythica, nella battaglia di Randeia (inverno 62/63), e dovette arrendersi. La resa pesò gravemente sull'onore delle due legioni, che infatti vennero allontanate da quel teatro di guerra e non parteciparono alla campagna vittoriosa di Corbulone.
L'occasione di riconquistare l'onore perduto venne nel 66, dopo che la rivolta zelota durante la prima guerra giudaica aveva causato la distruzione della guarnigione romana a Gerusalemme: la XII, rinforzata con vessillazioni della IIII Scythica e della VI Ferrata, fu inviata sul luogo per sedare la rivolta, ma, considerata troppo debole dal legato di Siria Gaio Cestio Gallo, fu rimandata indietro. Sulla strada del ritorno cadde nell'imboscata di Eleazar ben Simon a Bethoron: sconfitta, subì il grande disonore di perdere la propria aquila. Malgrado ciò, la legione si risollevò, combattendo bene nell'ultima parte della guerra e sostenendo con successo la candidatura del proprio comandante Tito Flavio Vespasiano al soglio imperiale. Terminata la guerra, la XII Fulminata e la XVI Flavia Firma furono destinate a partire dalla fine del 70, la prima a Melitene, la seconda a Satala, dove dovevano proteggere il confine dell'Eufrate.

### A difesa della frontiera orientale

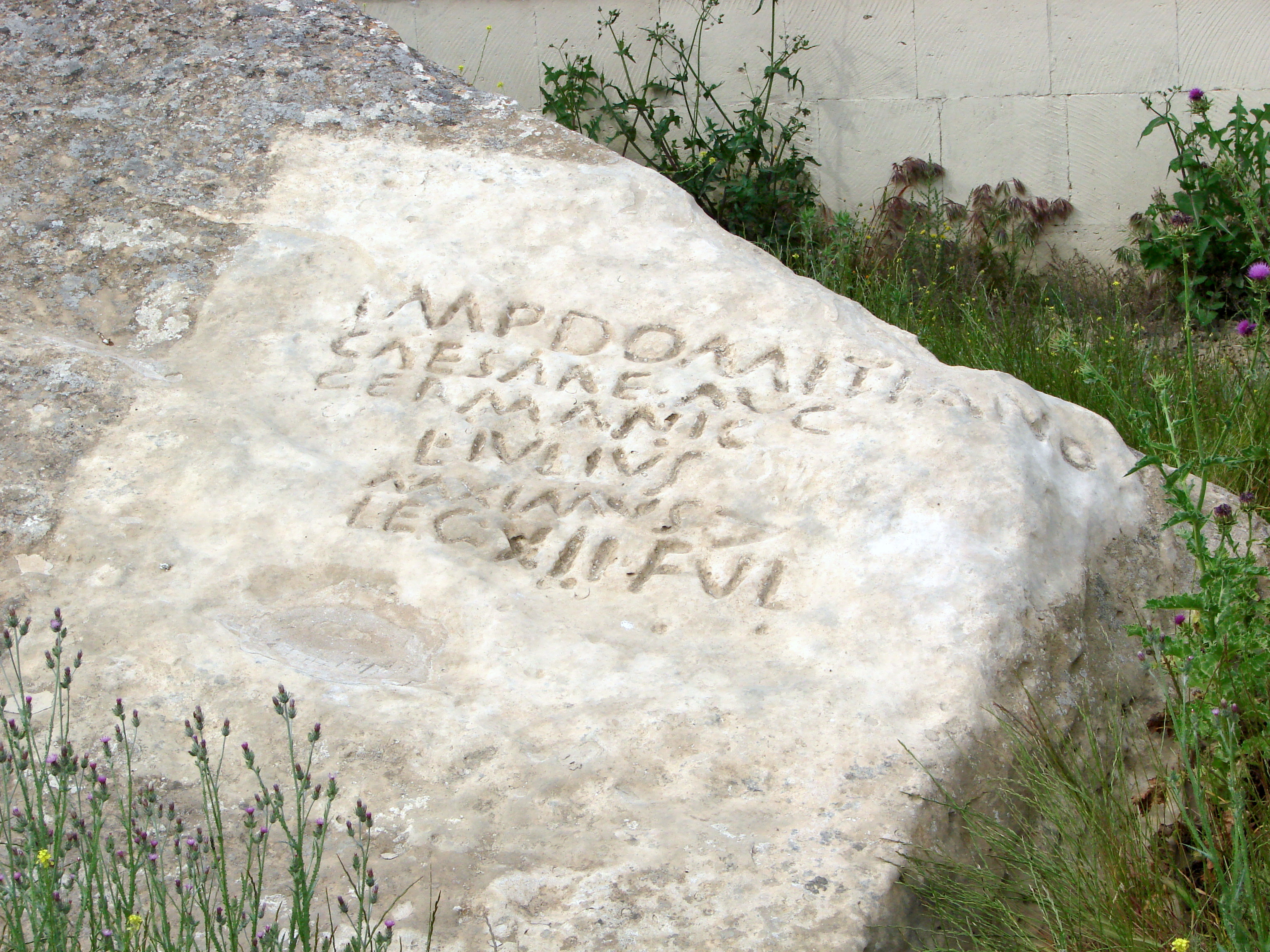
Iscrizione romana trovata vicino Baku nel Mar Caspio, con preciso riferimento alla XII Fulminata

La presenza della XII nel Caucaso è testimoniata per l'anno 85: l'imperatore Domiziano aveva infatti inviato lì la Fulminata allo scopo di sostenere i regni clienti di Iberia e Albània. In quell'occasione la legione raggiunse il Mar Caspio.
La legione fu in Armenia per la campagna del 114 di Traiano, dove partecipò alla creazione della Provincia romana di Armenia.
Dopo essere stata impiegata per respingere gli Alani nel 135, sotto il comando del governatore di Cappadocia Arriano e insieme alla XV Apollinaris —, la Fulminata partecipò, con molta probabilità, alla campagna parta di Lucio Vero (162-166): un'unità mista della XII e della XV, infatti, controllò per qualche tempo la capitale armena di Artaxata.

### Guerre marcomanniche (II secolo)

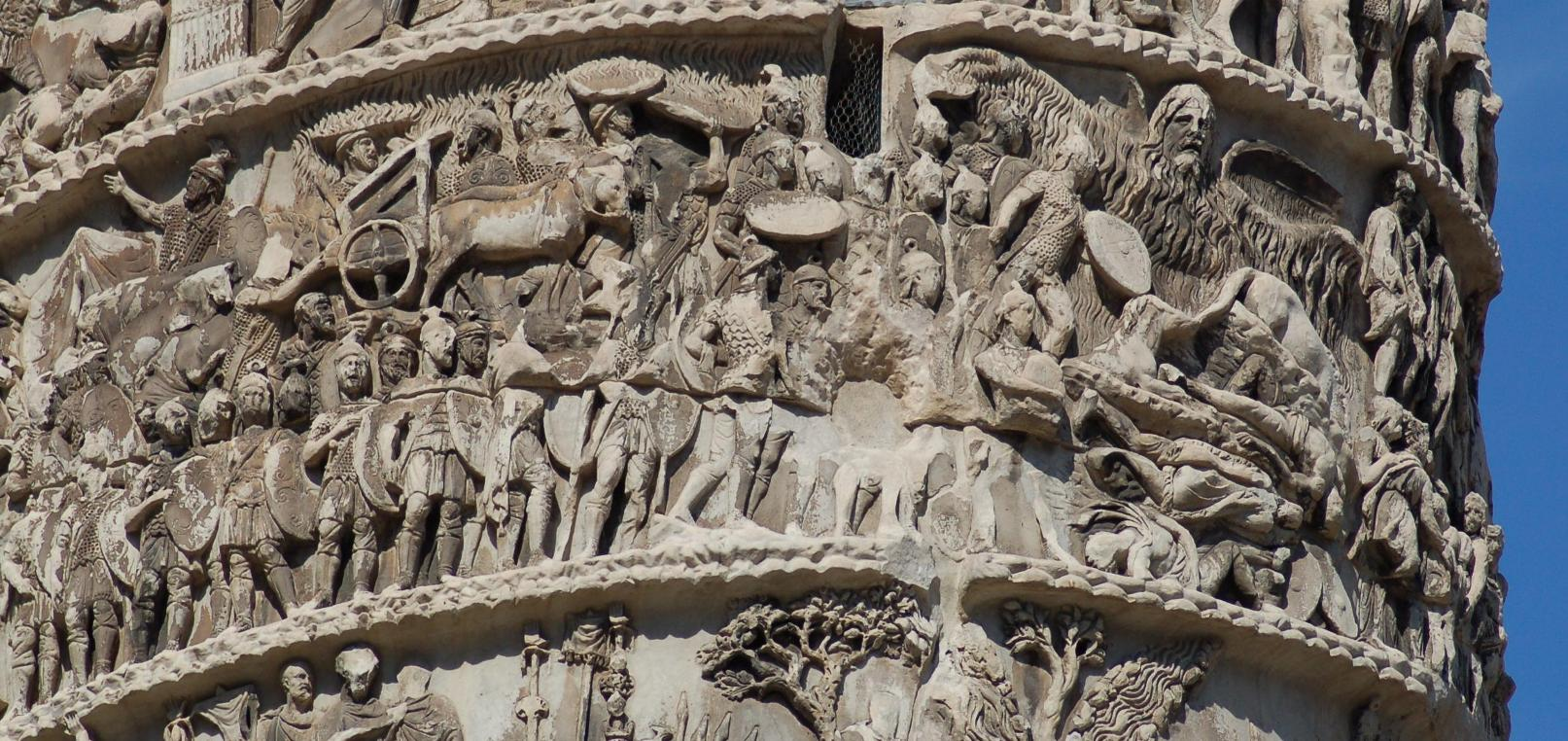
L'episodio della "pioggia miracolosa" coinvolse la XII durante le guerre marcomanniche, ed è raffigurata sulla colonna di Marco Aurelio; sulla sinistra si vede la figura della misteriosa divinità pluviale.

L'imperatore Marco Aurelio incluse la XII tra le legioni mobilitate in occasione della sua campagna contro i Quadi, nell'ambito delle guerre marcomanniche. Durante questa campagna avvenne l'episodio della "pioggia miracolosa", riportato da diverse fonti, che salvò una vessillazione della Fulminata dalla sconfitta. Secondo la versione di Cassio Dione, un mago egiziano di nome Harnuphis evocò Mercurio e ottenne la caduta della pioggia; secondo lo scrittore cristiano Tertulliano, invece, il fenomeno miracoloso fu dovuto alle preghiere dei soldati, che erano cristiani. L'episodio è rappresentato anche sulla colonna di Marco Aurelio alla scena numero 16.
Nel 175, mentre la legione era tornata a Melitene, Avidio Cassio si ribellò a Marco Aurelio, perché era giunta voce che l'imperatore fosse morto: la XII rimase leale a Marco Aurelio e venne premiata ricevendo il titolo onorifico Certa Constans, "sempre affidabile".
Alla morte dell'imperatore Pertinace si scatenò una lotta a tre per il trono imperiale: la XII scelse di sostenere Pescennio Nigro contro Settimio Severo, ma Nigro fu sconfitto e, dopo che Severo ebbe completato la propria vittoriosa campagna contro i Parti spostando sul Tigri il confine, la XII fu lasciata in riserva, forse una specie di punizione per aver sostenuto Nigro.

### Dal III al V secolo
Melitene fu uno dei centri in cui il Cristianesimo attecchì prima: un soldato cristiano della XII, Polieucte fu ucciso sotto Valeriano (253-260). Valeriano fu sconfitto e fatto prigioniero dal re dei Sasanidi Sapore I: questo evento causò il collasso dell'impero, che perse l'Impero delle Gallie in occidente e il Regno di Palmira in oriente. Si sa che la XII fu sotto il comando di Settimio Odenato, signore di Palmira, ma ricevette anche gli onori dall'imperatore Gallieno, che concesse alla legione il titolo Galliena.
Si hanno poche testimonianze riguardo alla storia successiva della legione: rimase indubbiamente coinvolta negli eventi che accaddero lungo la frontiera orientale dell'impero, perché all'inizio del V secolo si trovava ancora a Melitene, sotto il comando del dux Armeniae.